# Stețivka, Sneatîn
Stețivka (în ucraineană Стецівка) este un sat în comuna Stețeva din raionul Sneatîn, regiunea Ivano-Frankivsk, Ucraina.

## Demografie
Componența lingvistică a localității Stețivka
     Ucraineană (99,54%)
     Alte limbi (0,46%)
Conform recensământului din 2001, majoritatea populației localității Stețivka era vorbitoare de ucraineană (99,54%), existând în minoritate și vorbitori de alte limbi.